# Friedrich Daniel von Recklinghausen

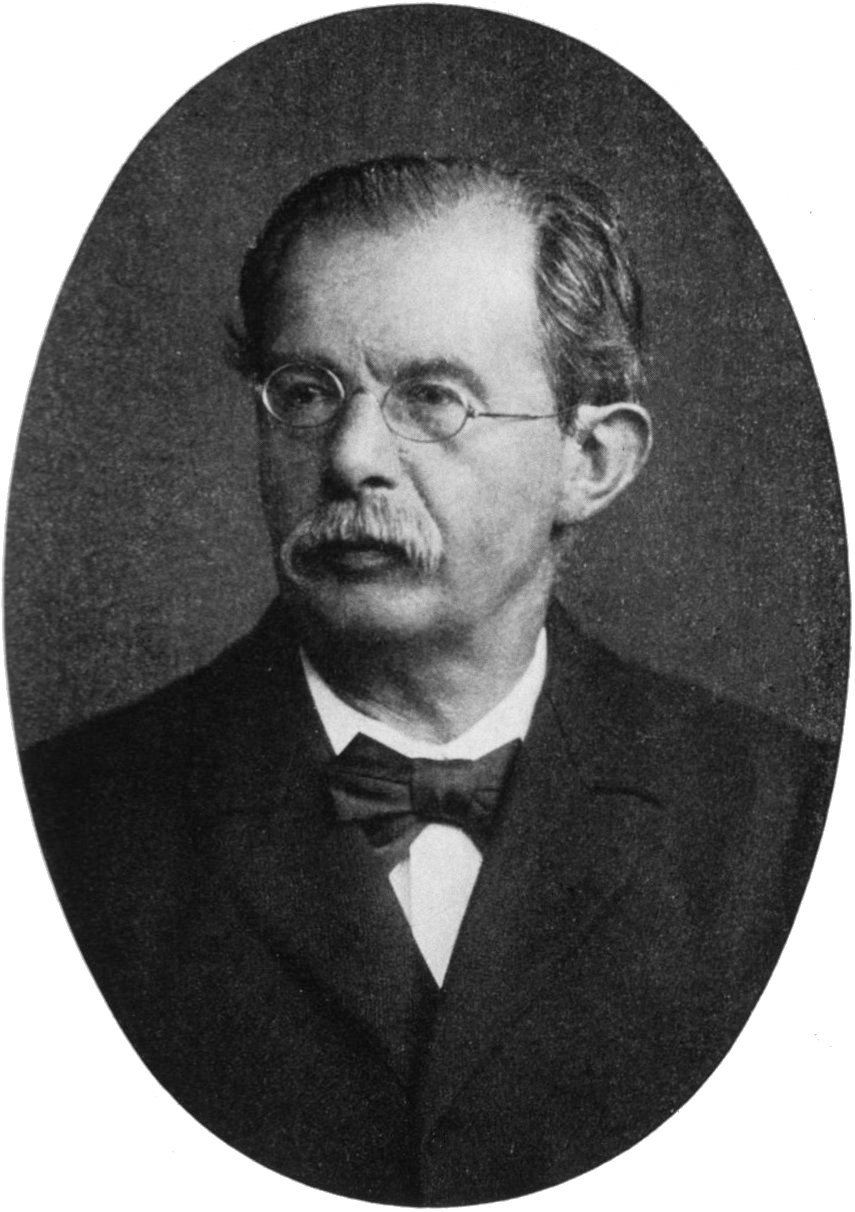
Friedrich von Recklinghausen

Friedrich Daniel von Recklinghausen (* 2. Dezember 1833 in Gütersloh; † 25. August 1910 in Straßburg) war ein deutscher Pathologe und Hochschullehrer. Nach ihm ist die Von-Recklinghausen-Krankheit (Neurofibromatose Typ 1) benannt.

## Leben
Friedrich Daniel von Recklinghausen wurde als Sohn des Volksschullehrers und Küsters Friedrich Christoph von Recklinghausen (1805–1849) und der Friederike Charlotte geborene Zumwinkel geboren. Sein Vater stammte aus einer alten Patrizierfamilie, die in Rheda wiederholt Ratsherren und zwei Bürgermeister gestellt hatte. Seine Mutter starb kurz nach seiner Geburt. Friedrich Daniel von Recklinghausen besuchte zunächst die Volksschule in Gütersloh, an der auch sein Vater unterrichtete (heute ein Gebäude des Stadtmuseums Gütersloh, eine Gedenktafel erinnert an den berühmten Schüler), anschließend das Ratsgymnasium Bielefeld, an dem er 1852 sein Abitur ablegte. Von 1852 bis 1855 studierte er Medizin an der Rheinischen Friedrich-Wilhelms-Universität, wo er sich der Burschenschaft Alemannia Bonn anschloss. Er wechselte an die Julius-Maximilians-Universität Würzburg und die Friedrich-Wilhelms-Universität zu Berlin. Am 28. August 1855 wurde der erst 22-Jährige zum Doktor der Medizin promoviert. 1856 trat er als einjährig-freiwilliger Arzt in die Preußische Armee. Von 1858 bis 1864 war von Recklinghausen als Assistent am Pathologischen Institut in Berlin tätig und stellte dort als einer der ersten Schüler Rudolf Virchows unter dessen Leitung spezielle pathologisch-anatomische Studien an.

### Königsberg
Kaum 32 Jahre alt, war von Recklinghausen bereits ordentlicher Professor der Pathologischen Anatomie; eine Habilitation erübrigte sich aufgrund seiner wissenschaftlichen Reputation. 1865 folgte er dem ersten Ruf als ordentlicher Professor für Pathologische Anatomie an die Albertus-Universität Königsberg. Das Thema seiner Antrittsrede lautete De corporibus liberis articulorum. In Königsberg lernte er seine spätere Frau Marie Jacobson (1846–1918) kennen, die Tochter des jüdischen Arztes Jacob Jacobson aus Braunsberg in Ostpreußen. 1867 kam das erste seiner fünf Kinder auf die Welt, sein Sohn Heinrich Jacob von Recklinghausen. Dieser erwarb sich später einen Namen als Arzt, Blutdruckforscher und Philosoph.

### Würzburg
Ab dem Wintersemester 1865/1866 bis zum Sommersemester 1872 war von Recklinghausen als einer der Nachfolger Virchows Professor an der Universität Würzburg, wo er seine Forschungen über die Pyämie vertiefte und 1871 Bakterien im Gewebe untersuchte. Als Assistent dort diente ihm Emil Ponfick. Wie sein Vorgänger, August Förster, unterrichtete von Recklinghausen dort auch Medizingeschichte.

### Straßburg

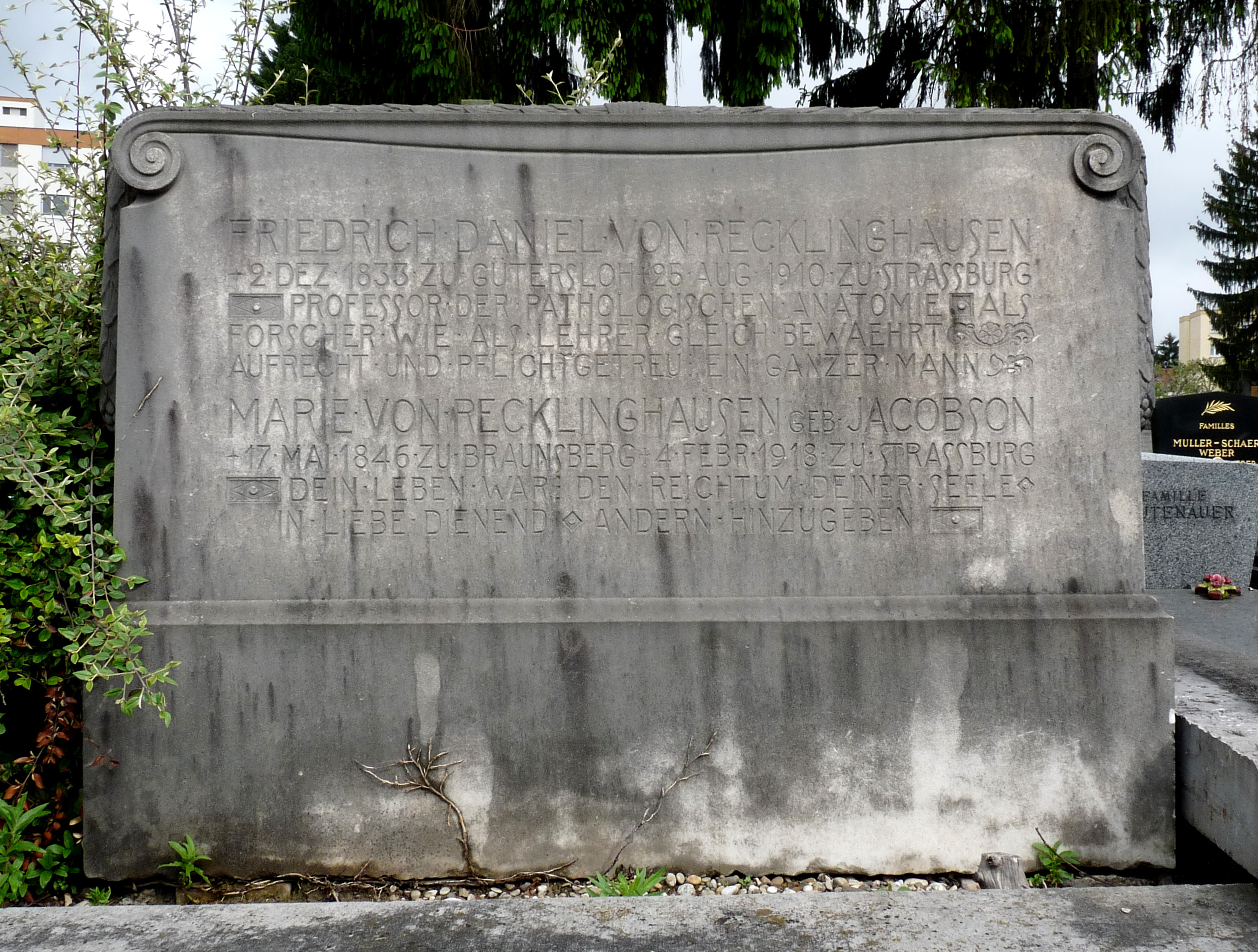
Grab in Robertsau

Am 20. April 1872 wechselte Friedrich Daniel von Recklinghausen an die neu gegründete Kaiser-Wilhelm-Universität im Reichsland Elsaß-Lothringen. 1875/76 und 1897 war er Dekan der Medizinischen Fakultät. Für das akademische Jahr 1883/84 wurde er zum Rektor der Universität gewählt. In seiner Rektoratsrede befasste er sich mit der medizinischen Lehre: Über die historische Entwicklung des medizinischen Unterrichts, seine Vorbedingungen und seine Aufgabe. Nach seiner Emeritierung 1906 arbeitete er noch an einer umfassenden Monographie über die Rachitis und Osteomalazie, die noch in seinem Todesjahr fertiggestellt wurde. Recklinghausen gehörte 1884 zu den Gründern der Deutschen Gesellschaft für Pathologie. Mit Bernhard Naunyn war er Herausgeber des Naunyn-Schmiedebergs Archivs. Beerdigt ist er neben seiner Frau auf dem Friedhof Saint-Louis in Robertsau. Der Grabstein trägt die Inschrift:

## Forschung
In von Recklinghausens Bibliographie sind zahlreiche aphoristische Beiträge und wissenschaftliche Vorträge zu finden, deren schriftliche Fixierung fehlt oder die nur anhand von Kommentaren in ihrer Bedeutung eingeschätzt werden können. Die Beschreibung der nach ihm benannten Ostitis fibrosa cystica ist unter seinen vielseitigen Arbeiten besonders hervorzuheben. Von Recklinghausen befasste sich zunächst mit der Hämochromatose und führte diesen Fachbegriff in die Medizin ein. 1862 zeigte er, dass Bindegewebsräume durch Lymphgefäße drainiert werden und darin amöboide Zellen (Gewebsmakrophagen) vorkommen, die er korrekt den Leukozyten zuordnete. Er begründete die Methode der Silberfärbung zum Nachweis von Zellverbindungen. Von Recklinghausen, Julius Friedrich Cohnheim (1839–1884) und Elie Metschnikoff (1845–1916) schufen die Grundlagen für eine moderne Entzündungslehre Leukozytenmigration. Während des Studiums in Würzburg konnte von Recklinghausen erstmals die Bedeutung von bakteriellen Infiltraten Pyämie in Blutgefäßen demonstrieren. Von Recklinghausens pathologisch-anatomische Denkweise entspringt noch den streng zellularpathologischen Vorstellungen Virchows. Humoralpathologisches oder funktionelles Denken, das die Arbeiten Cohnheims und Metschnikoffs prägt, ist von Recklinghausen noch fremd. Dennoch ist er der Mann, der den ersten Schritt in diese Richtung wagt und dessen Studium der entzündlichen Zellveränderungen zur bedeutsamen Entdeckung der „Wanderzellen“ führt. In Straßburg befasste er sich vor allem mit der Pathologie des Herzkreislaufsystems. 1881 schrieb er den klassischen Artikel über die Neurofibromatose, die nach ihm benannt ist.

## Ehrungen
Unvollständige Liste
- Geheimer Regierungsrat
- Mitglied der Preußischen Akademie der Wissenschaften
- Wahl in die American Academy of Arts and Sciences (1898)
- Korrespondierendes Mitglied der Akademie der Wissenschaften zu Göttingen (1901)[7]
- Ehrenpräsident der Deutschen Gesellschaft für Pathologie (1905)
- Marmorbüste im Hof der Straßburger Anatomie
- Von-Recklinghausen-Straße in der Nähe des Städtischen Klinikums Gütersloh

## Schriften (Auswahl)
- Die Lymphgefäße und ihre Beziehungen zum Bindegewebe. Hirschwald, Berlin 1862. (Digitalisat)
- Auserlesene pathologisch-anatomische Beobachtungen. In: Virchows Archiv. Band 30, 1864, S. 368 ff.
- Mikrophotographien nach pathologisch-anatomischen Präparaten. Trübner, Straßburg 1878.
- Die multiplen Fibrome der Haut und ihre Beziehungen zu den multiplen Neuromen. Hirschwald, Berlin 1881. (Doigitalisat)
- Handbuch der allgemeinen Pathologie des Kreislaufes und der Ernährung. Enke, Stuttgart 1883. (Digitalisat)
- Untersuchungen über die Spina bifida. Reimer, Berlin 1886.
- Die fibröse oder deformirende Ostitis, die Osteomalacie und die osteoplastische Carcinose in ihren gegenseitigen Beziehungen. In: Festschrift Rudolf Virchow zu seinem 71. Geburtstage. Reimier, Berlin 1891.
- Adenomyome und Cystadenome der Uterus- und Tubenwandung, ihre Abkunft von Resten des Wolff'schen Körpers (1898)